# Eternity Road
Eternity Road is een lied geschreven door Ray Thomas voor de The Moody Blues.
Het nummer werd opgenomen in het kader van To Our Children's Children's Children, een conceptalbum over ruimtereizen. De tekst verwijst naar het onzekere bij ruimtereizen; wat zal de ruimtereiziger aantreffen als hij ergens aankomt, er vanuit gaand dat hij ergens aankomt in de oneindige duisternis ("Charcoal sky"). Het tekst heeft een start die aardser is; het begint met de tekst "Hark listen here he comes":
- Hark ("luister") verwijst naar een vaste kreet van Thomas’ grootmoeder ter waarschuwing van overvliegende Duitse Luftwaffe-bommenwerpers; het is tijd om de schuilkelders op te zoeken
- Listen ("luister") was een vaste kreet van haar buurvrouw om tot hetzelfde doel te komen;
- Here he comes ("hier komt-ie") was hetzelfde van de overbuurvrouw.

Aldus Thomas tegenover Jason Barnard van thestrangebrew.co.uk in 2014 en Feakes boek. Of de tekst ook interpretabel is richting die Tweede Wereldoorlog ("carrying your heavy load, searching for peace of mind"), daar Liet Thomas zich nooit over uit, noch bij Barnard noch bij Feakes. Feakes constateerde wel dat het zowel de langste tracks van het album is en ook het meest complex voor wat betreft instrumentatie. Met gitaarpartijen van Justin Hayward, basriff van John Lodge, zweverige mellotronklanken van Mike Pinder en drukke percussieklanken van Graeme Edge sluit het nummer op met een dwarsfluitimprovisatie sluit Thomas het zelf af. Er werd gelijkenis gehoord met Lovely to See You van het voorgaande album On the Threshold of a Dream. 
Die complexheid is er vermoedelijk de reden van dat Eternity Road maar zelden op het podium te horen was (een euvel van het complete album), maar tijdens toeren met orkest in de jaren negentig kwam het ineens in de setlist om daarna weer te verdwijnen.